# Algarve Cup 2022
Algarve Cup 2022 var den 28:e upplagan av Algarve Cup, en fotbollsturnering för damlandslag. Den spelades mellan 16 och 23 februari 2022 i Algarve, Portugal. Sverige besegrade Italien i finalen med 6–5 i straffsparksläggning.

## Lag
Fem lag deltog i turneringen.
| Lag        | Fifas världsranking (december 2021) |
| ---------- | ----------------------------------- |
| Sverige    | 2                                   |
| Australien | 11                                  |
| Norge      | 12                                  |
| Danmark    | 14                                  |
| Italien    | 15                                  |
| Portugal   | 29                                  |

Australien drog sig ur innan turneringens start.

## Gruppspel

### Tabell
| Nr | Lag      | S | V | O | F | GM | IM | MS | P |
| -- | -------- | - | - | - | - | -- | -- | -- | - |
| 1  | Sverige  | 2 | 2 | 0 | 0 | 7  | 0  | +7 | 6 |
| 2  | Italien  | 2 | 2 | 0 | 0 | 3  | 1  | +2 | 6 |
| 3  | Portugal | 2 | 1 | 0 | 1 | 2  | 4  | −2 | 3 |
| 4  | Norge    | 2 | 0 | 0 | 2 | 1  | 4  | −3 | 0 |
| 5  | Danmark  | 2 | 0 | 0 | 2 | 0  | 4  | −4 | 0 |

### Resultat
Alla tider är lokala (UTC±0)
|       | 16 februari 2022 | Danmark | 0 – 1           | Italien              | Estádio Municipal de Lagos |       |
| 12:00 | 12:00            |         | (0 – 0) Rapport | 50′ Barbara Bonansea | Lagos                      | Lagos |
| 12:00 | 12:00            |         |                 |                      | Lagos                      | Lagos |
| 12:00 | 12:00            |         |                 |                      | Lagos                      | Lagos |

|       | 16 februari 2022 | Norge | 0 – 2           | Portugal                                | Estádio Municipal de Lagos              |                                         |
| 18:30 | 18:30            |       | (0 – 1) Rapport | 22′ Tatiana Pinto 90+4′ Carolina Mendes | Lagos Domare: Maria Rivet (Mauretanien) | Lagos Domare: Maria Rivet (Mauretanien) |
| 18:30 | 18:30            |       |                 |                                         | Lagos Domare: Maria Rivet (Mauretanien) | Lagos Domare: Maria Rivet (Mauretanien) |
| 18:30 | 18:30            |       |                 |                                         | Lagos Domare: Maria Rivet (Mauretanien) | Lagos Domare: Maria Rivet (Mauretanien) |

|       | 20 februari 2022 | Italien                                   | 2 – 1           | Norge                      | Estádio Algarve |         |
| 11:00 | 11:00            | Valentina Giacinti 10′ Arianna Caruso 28′ | (2 – 1) Rapport | 45+3′ Celin Bizet Ildhusøy | Algarve         | Algarve |
| 11:00 | 11:00            |                                           |                 |                            | Algarve         | Algarve |
| 11:00 | 11:00            |                                           |                 |                            | Algarve         | Algarve |

|       | 20 februari 2022 | Portugal | 0 – 4           | Sverige                                                                        | Estádio Algarve                         |                                         |
| 17:15 | 17:15            |          | (0 – 0) Rapport | 56′ Hanna Glas 60′ Amanda Ilestedt 74′ Kosovare Asllani 76′ Stina Blackstenius | Algarve Domare: Kim Yu-jeong (Sydkorea) | Algarve Domare: Kim Yu-jeong (Sydkorea) |
| 17:15 | 17:15            |          |                 |                                                                                | Algarve Domare: Kim Yu-jeong (Sydkorea) | Algarve Domare: Kim Yu-jeong (Sydkorea) |
| 17:15 | 17:15            |          |                 |                                                                                | Algarve Domare: Kim Yu-jeong (Sydkorea) | Algarve Domare: Kim Yu-jeong (Sydkorea) |

|  |  | Sverige | 3 – 0 (tilldelad) | Danmark |  |  |
|  |  |         |                   |         |  |  |
|  |  |         |                   |         |  |  |
|  |  |         |                   |         |  |  |

## Bronsmatch
|       | 23 februari 2022 | Portugal | 0 – 2   | Norge                                          | Estádio Algarve |         |
| 11:00 | 11:00            |          | (0 – 1) | 20′ Elisabeth Terland 79′ Celin Bizet Ildhusøy | Algarve         | Algarve |
| 11:00 | 11:00            |          |         |                                                | Algarve         | Algarve |
| 11:00 | 11:00            |          |         |                                                | Algarve         | Algarve |

## Final
|       | 23 februari 2022 | Sverige                                                                                          | 0000 1 – 1 (e.fl.)         | Italien                                                                                            | Estádio Municipal de Lagos            |                                       |
| 11:00 | 11:00            | Caroline Seger 72′ (str.)                                                                        | (0 – 1) Rapport            | 18′ Valentina Giacinti                                                                             | Lagos Domare: Kim Yu-jeong (Sydkorea) | Lagos Domare: Kim Yu-jeong (Sydkorea) |
| 11:00 | 11:00            |                                                                                                  |                            | | Lagos Domare: Kim Yu-jeong (Sydkorea) | Lagos Domare: Kim Yu-jeong (Sydkorea) |
| 11:00 | 11:00            | Caroline Seger Kosovare Asllani Stina Blackstenius Emma Berglund Filippa Angeldal Hedvig Lindahl | Straffsparksläggning 6 – 5 | Manuela Giugliano Sara Gama Cristiana Girelli Valentina Cernoia Arianna Caruso Annamaria Serturini | Lagos Domare: Kim Yu-jeong (Sydkorea) | Lagos Domare: Kim Yu-jeong (Sydkorea) |

## Slutställning
| Placering | Lag      |
| --------- | -------- |
| 1         | Sverige  |
| 2         | Italien  |
| 3         | Norge    |
| 4         | Portugal |
| 5         | Danmark  |

## Målskyttar
Det gjordes 14 mål på 6 matcher, vilket var ett snitt på 2,33 mål per match.
2 mål
- Valentina Giacinti
- Celin Bizet Ildhusøy

1 mål
- Barbara Bonansea
- Arianna Caruso
- Elisabeth Terland
- Carolina Mendes
- Tatiana Pinto
- Kosovare Asllani
- Stina Blackstenius
- Hanna Glas
- Amanda Ilestedt
- Caroline Seger

## Anmärkningslista
1. ↑  Den 17 februari drog sig Danmark ur turneringen efter att laget drabbats av fyra covid-19-fall.[6]